# Belokranjska povitica
Le belokranjska povitica ou povitica est une pâtisserie sucrée ou salée, à base de pâte roulée, traditionnelle en Slovénie.

## Origine
Ce plat est censé avoir été apporté dans la région Carniole-Blanche (Bela Krajina en slovène) par des Uskoki, des soldats croates qui habitaient à l'est de la mer Adriatique,.

## Étymologie
Le nom même du gâteau explique sa préparation car le terme «povitica» est le terme slovène pour « rouler » et désigne des rouleaux de pâte.

## Préparation
La pâte est préparée à partir de farine, d'eau, de sel auxquels est ajoutée une demi-cuillère à café de vinaigre. Elle est laissée à reposer pendant une demi-heure puis est étalée de façon qu'elle soit la plus fine possible.
La farce est faite de fromage blanc, d'œufs, de crème, d'huile et de beurre.
Elle est répartie  sur la feuille de pâte, qui est alors roulée en long cylindre formant ainsi une sorte de mille-feuille.

## Variantes
Comme tout plat familial dont la recette se transmet oralement, il en existe de nombreuses variantes.
La plus simple est la prosta povitica, simple petit pain constitué d'une pâte étirée, badigeonnée de graisse et d’œufs, salée,  puis roulée et moulée en forme de demi-sphère, dorée à l’œuf et cuite au four. Elle se déguste immédiatement après cuisson. 
Les autres variantes diffèrent par le contenu de la garniture (noix, caroubes, raisons secs,...).

## Patrimoine culturel
Ce plat traditionnel est enregistré en Slovénie comme patrimoine culturel vivant participant à l'identité régionale de la Carniole-Blanche (Bela krajina en slovène).